# Bastion du Temple
Bastion du Temple byl bastion, který byl součástí pařížských hradeb vystavěných z příkazu krále Karla V. Vznikl na vyvýšenině a svůj název získal kvůli své blízkosti pařížského templu. Bastion byl zbořen po roce 1670 kvůli otevření nových bulvárů.

## Stavba bašty
Bastion du Temple neboli bastion číslo 8 se nacházel mezi baštou Saint-Martin č. 7 a baštou Filles du Calvaire č. 9. Rozprostíral se podél okraje hradeb na jihovýchod od bývalé Porte du Temple ve čtyřúhelníku mezi dnešními rue Béranger a rue Charlot, bulvárem du Temple a Place de la République.
Původně je jednalo o hromadu zeminy navršenou při hloubení hradebních příkopů v letech 1356-1358, a umocněnou během následujících staletí hromaděním odpadků. Před přestavbou opevnění se návrší nacházelo mimo příkop táhnoucí se podél hradeb.
Na konci 16. století bylo návrší přeměněno na bastion a příkop, který původně procházel mezi návrším a valem, byl vysunut ven. Zeď, která na kopci stála, byla zbořena.
Bastion byl jedním z těch, které vznikaly od roku 1553, aby přizpůsobily středověké hradby rozvoji dělostřelectva. Na návrší byly mlýny a nebylo zděné. Hradby spojující jej se sousedními baštami byly nejspíš postaveny kolem roku 1635.
S výjimkou domů podél Rue du Faubourg-du-Temple bylo území mimo příkop využíváno k zemědělství a nazývalo Marais du Temple (bažiny chrámu). Území patřilo hospitalitům a bylo urbanizováno až od 80. let 18. století čtvrtí Nouvelle Ville d'Angoulême.

## Demolice
Bastion byl stržen po roce 1670 a z velké části srovnán se zemí, aby se uvolnilo místo pro nové korzo osázené stromy, Place du Château-d'Eau na místě Porte du Temple zbořené v roce 1678 a pro bulvár du Temple, který kopíruje vnější obvod bývalého opevnění.
Rue des Fossés du Temple (dnes rue Amelot) odpovídá trase někdejšího příkopu, kudy po roce 1670 tekla stoka napájená z rue Saint-Antoine, která procházela dnešní rue de Turenne. Před těmito úpravami kanál pokračoval z rue de Turenne na území města uvnitř hradeb Karla V., podél hradeb chrámu přes rue de Nazareth až k rue Montmartre. Na rohu ulic rue du Faubourg-Montmartre a rue de Provence se vlévala do velké stoky mimo hradby. Odstranění této části kanalizace podél hradeb chrámu umožnilo urbanizaci kolem rue de Vendôme (dnešní rue Béranger). Území bylo do té doby využíváno k zemědělství. Kanál podél Rue des Fossés du Temple byl také napájen od roku 1740 do roku 1779 z Grand Réservoir vytvořeného na místě dnešního Cirque d'Hiver za účelem zlepšení odtoku často ucpané velké stoky. Tato stoka byla zcela zasypána v 80. letech 18. století.

## Vliv bastionu na současný urbanismus
Vznikem Place de la République v 60. letech 19. století při rozšíření bývalého Place du Château d'eau a otevřením Boulevardu Voltaire se toto místo změnilo.
Náměstí a bulvár pohltily konec rue Amelot a části rue du Temple a boulevardu du Temple. Zmizelá bašta se i přesto podepsala na dnešním urbanismu:
- Boulevard du Temple kopíruje na své východní straně (sudá čísla) tvar vnějšího obrysu bývalé bašty. Divadla budovaná od 2. poloviny 18. století na této straně bulváru zmizela během přestavby Paříže. Domy č. 42 až 48 si však tuto orientaci zachovaly. Výstavba sousedních budov směrem k Place de la République během vzniku tohoto náměstí vedla k posunu mezi domy č. 48 a 50.
- Na druhé straně bulváru je schodiště spojující Place de la République u domu č. 41 Boulevard du Temple, převýšení chodníku přestavuje přechod bulváru přes bývalou baštu.
- Schody uprostřed Passage Vendôme odpovídají vrcholu zeminy navršené po zboření hradeb.
- Vchody do domů č. 155 až 163 na rue Amelot se nacházejí pod bulvárem Voltaire, vyloženým jako násep na křižovatce starého příkopu.

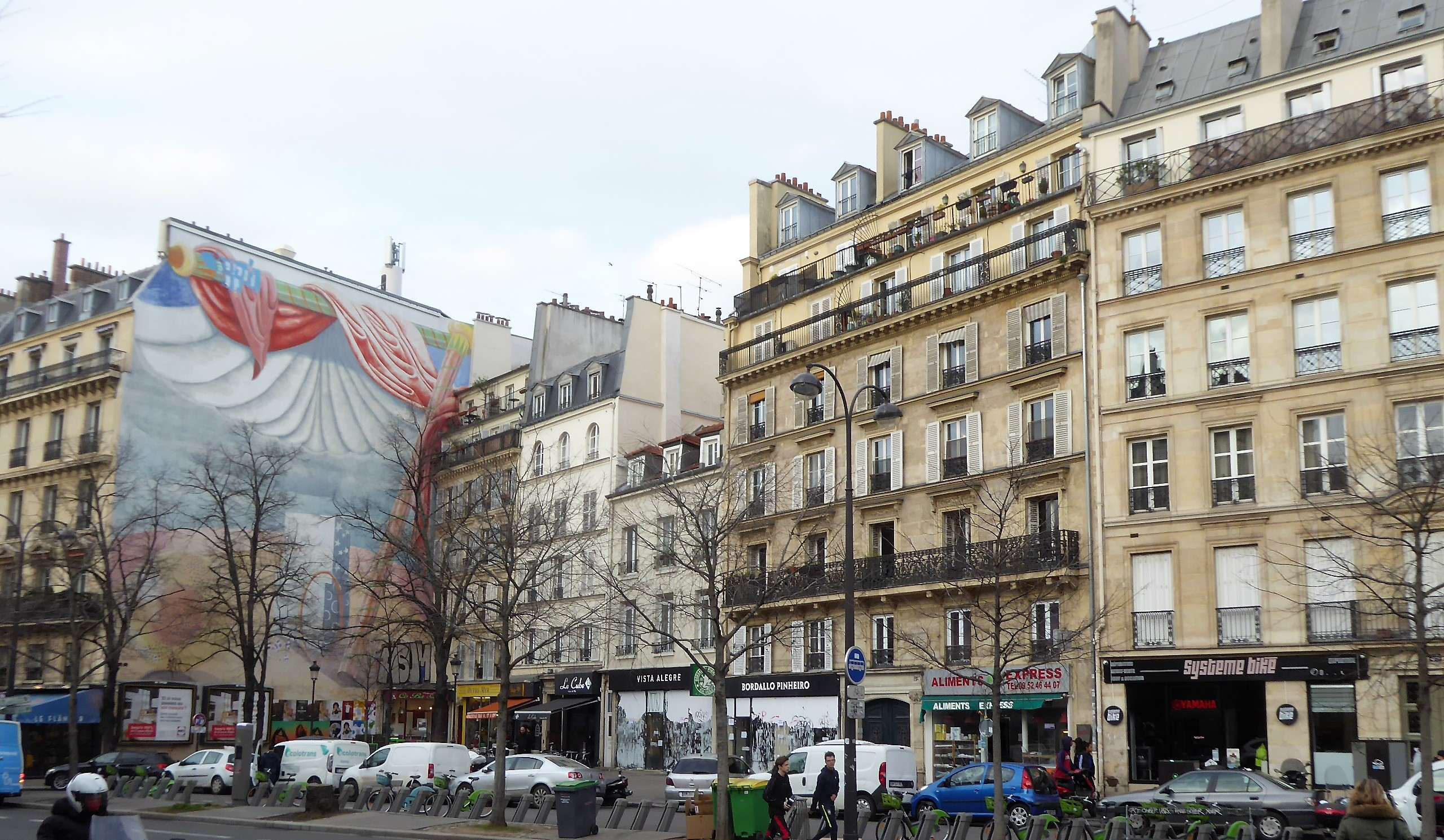
Boulevard du Temple: posun domů
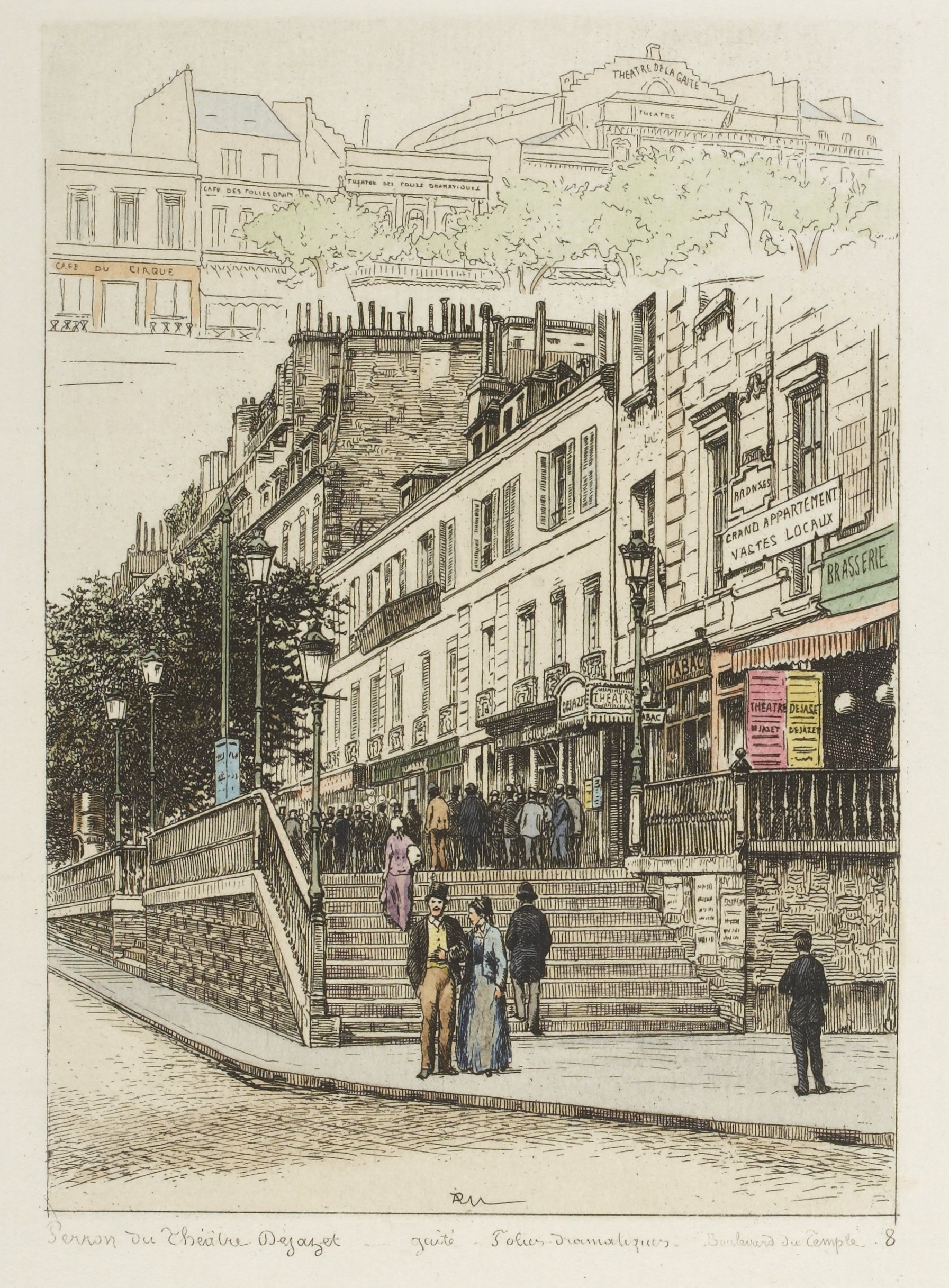
Boulevard du Temple: převýšení chodníku
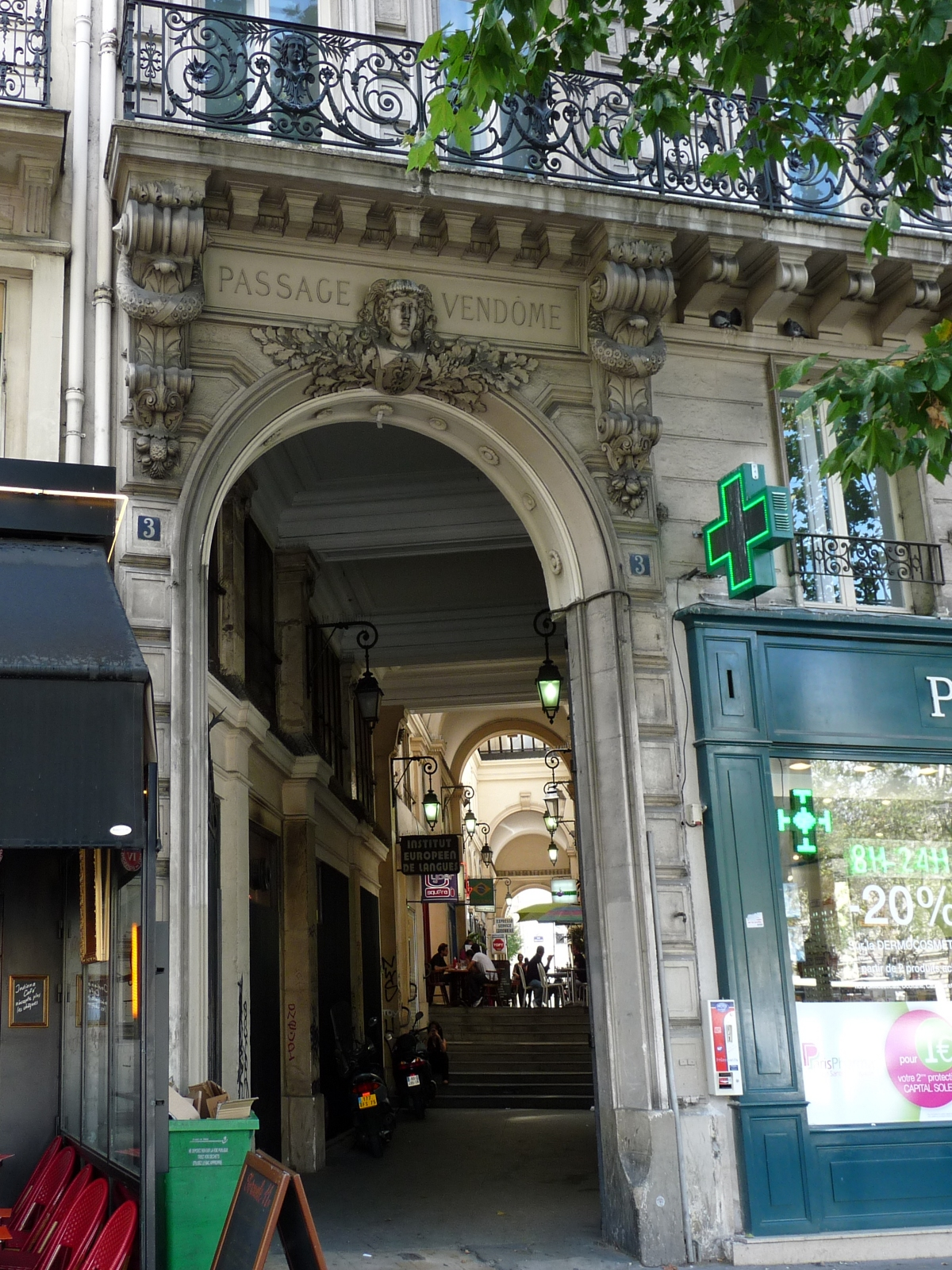
Passage Vendôme: schody
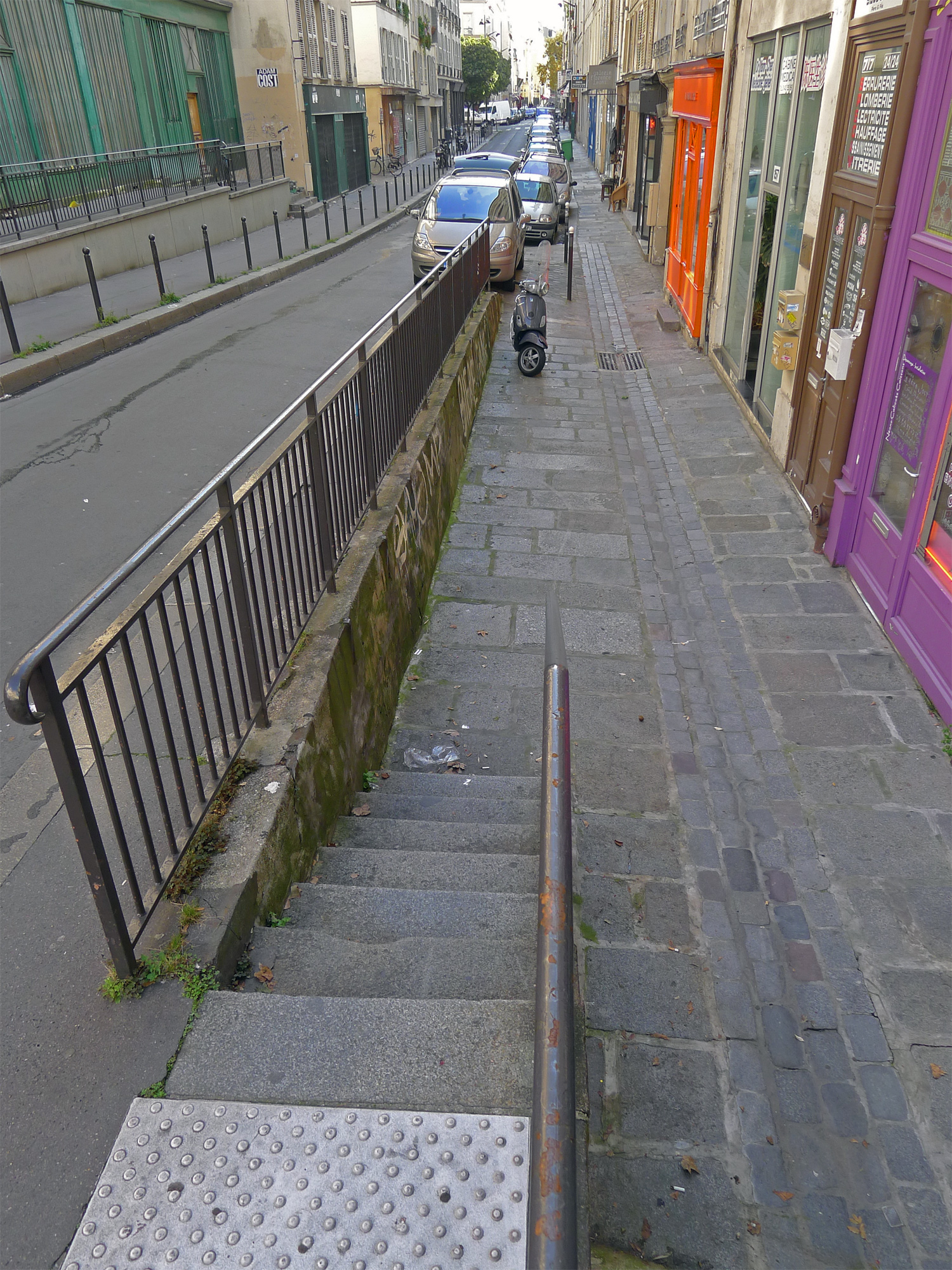
Rue Amelot: schodiště